# Chaetopteroplia gracilis
Chaetopteroplia gracilis är en skalbaggsart som beskrevs av Machatschke 1961. Chaetopteroplia gracilis ingår i släktet Chaetopteroplia och familjen Rutelidae. Inga underarter finns listade i Catalogue of Life.